# Klaus Pönitz
Klaus Pönitz (* 1940 in Dresden; † Ende Juni oder Anfang Juli 2005 in Berlin) war ein deutscher Schauspieler.

## Leben
Nach einem Ingenieurstudium entschied Klaus Pönitz sich im Jahr 1963 für die Schauspielerlaufbahn. Bis 1969 studierte er an der Theaterhochschule Leipzig. Pönitz war unter anderem in den DEFA-Produktionen Der rote Reiter (1970) und Dornröschen zu sehen.
Einem breiteren Publikum wurde Pönitz ab 1992 vor allem durch seine Rolle als Kriminaloberkommissar Günter Sawatzki in der Sat.1-Serie Wolffs Revier bekannt. Hierfür erhielt er im Jahr 1993 zusammen mit Karl Heinz Willschrei, Jürgen Heinrich und Gerd Wameling den Adolf-Grimme-Preis mit Bronze. Nach rund 99 Folgen wurde seine Rolle im Jahr 1999 aus der Serie herausgeschrieben und durch den jüngeren Kriminalkommissar Tom Borkmann (Steven Merting) ersetzt.
Klaus Pönitz wurde am frühen Morgen des 6. Juli 2005 tot in seiner Wohnung in Berlin-Schöneberg aufgefunden. Die Staatsanwaltschaft geht von einer natürlichen Todesursache aus.

## Filmografie
- 1967: Ein sonderbares Mädchen
- 1969: Unbekannte Bürger
- 1970: Der rote Reiter
- 1971: Dornröschen
- 1974: Der Untergang der Emma
- 1979: Zugvogel am Sund
- 1984: Romeo und Julia auf dem Dorfe
- 1985: Die Leute von Züderow (TV-Miniserie)
- 1987: Einzug ins Paradies (Fernsehserie)
- 1988: Die Schauspielerin
- 1989: Die Besteigung des Chimborazo
- 1991: Der Fall Ö.
- 1991: Trillertrine
- 1992: Tandem
- 1992: Die Lügnerin
- 1992–1999: Wolffs Revier (Fernsehserie, 99 Folgen)
- 1995: Das Schwein – Eine deutsche Karriere
- 1998: Fieber – Ärzte für das Leben (Fernsehserie, 1 Folge)
- 1998–2000: Ein Fall für zwei (Fernsehserie, 2 Folgen, verschiedene Rollen)
- 1999: Stan Becker (TV-Miniserie)
- 2001: Balko (Fernsehserie, 1 Folge)